# Glumicalyx flanaganii
Glumicalyx flanaganii är en flenörtsväxtart som först beskrevs av William Philip Hiern, och fick sitt nu gällande namn av O.M. Hilliard och B.L.Burtt. Glumicalyx flanaganii ingår i släktet Glumicalyx och familjen flenörtsväxter. Inga underarter finns listade i Catalogue of Life.